# يفغيني مالكوف
يفغيني مالكوف (بالروسية: Мальков, Евгений Юрьевич)‏ (12 يوليو 1988 بإيليكتروستال في روسيا - ) هو لاعب كرة قدم روسي في مركز الدفاع. لعب مع نادي ساتورن رامنسكوي ونادي دينامو سانت بطرسبرغ ‏ وFC Vityaz Podolsk ‏ وساتورن-2 لمنطقة موسكو ‏ وأفانجارد كورسك.

## وصلات خارجية
- يفغيني مالكوف على موقع قاعدة بيانات كرة القدم.إي يو (الإنجليزية)